# Skilling
Skilling là một công ty công nghệ tài chính thuộc sở hữu của Scandinavia, chuyên về giao dịch trực tuyến, được thành lập vào năm 2016.

## Lịch sử
Skilling được thành lập vào năm 2016 bởi Henrik Persson Ekdahl, Andre Lavold và Mikael Riese Harstad, với sự hỗ trợ của Optimizer Invest. Công ty chính thức ra mắt nền tảng độc quyền của mình vào năm 2019. Đến năm 2020, công ty đã mở rộng nền tảng của mình lên hơn 15 ngôn ngữ.
Trong giai đoạn đầu, công ty đã nhận được tài trợ từ Optimizer Invest, một công ty đầu tư đứng sau Catena Media, Betsson và GiG.
Skilling cũng đã huy động được 15 triệu Euro từ các nhà đầu tư Scandinavia.
Vào mùa giải 2019-2020, công ty đã là nhà tài trợ chính của Fulham FC.
Vào năm 2021, nhà vô địch cờ vua thế giới Magnus Carlsen đã trở thành đại sứ thương hiệu toàn cầu của Skilling.
Công ty cũng đã hợp tác với Aston Villa cho mùa giải 2020-2021.
Vào đầu năm 2022, công ty đã huy động được 10 triệu Euro vốn mới.